# Guary-kódex

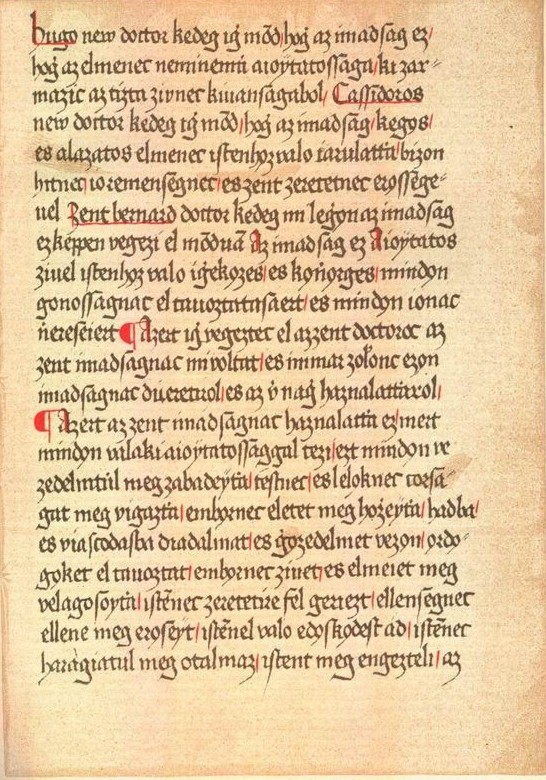
A kódex 52. levele

A Guary-kódex középkori magyar kódex. A 67 levél terjedelmű alkotás vallásos elmélkedéseket és tanításokat tartalmaz. Nevét Guary Miklós földbirtokosról kapta, aki a Magyar Tudományos Akadémiának adományozta a kódexet. A Guary-kódex első kiadója Döbrentei Gábor volt 1846-ban. Megjelent a Volf György-féle Nyelvemléktár XV. kötetében 1908-ban. Fakszimile kiadása Szabó Dénes szerkesztésében jelent meg 1944-ben.

## Digitális kópia
REAL-MS